# Aphaenogaster perplexa
Aphaenogaster perplexa é uma espécie de inseto do gênero Aphaenogaster, pertencente à família Formicidae.